# Música folclórica de Turquía

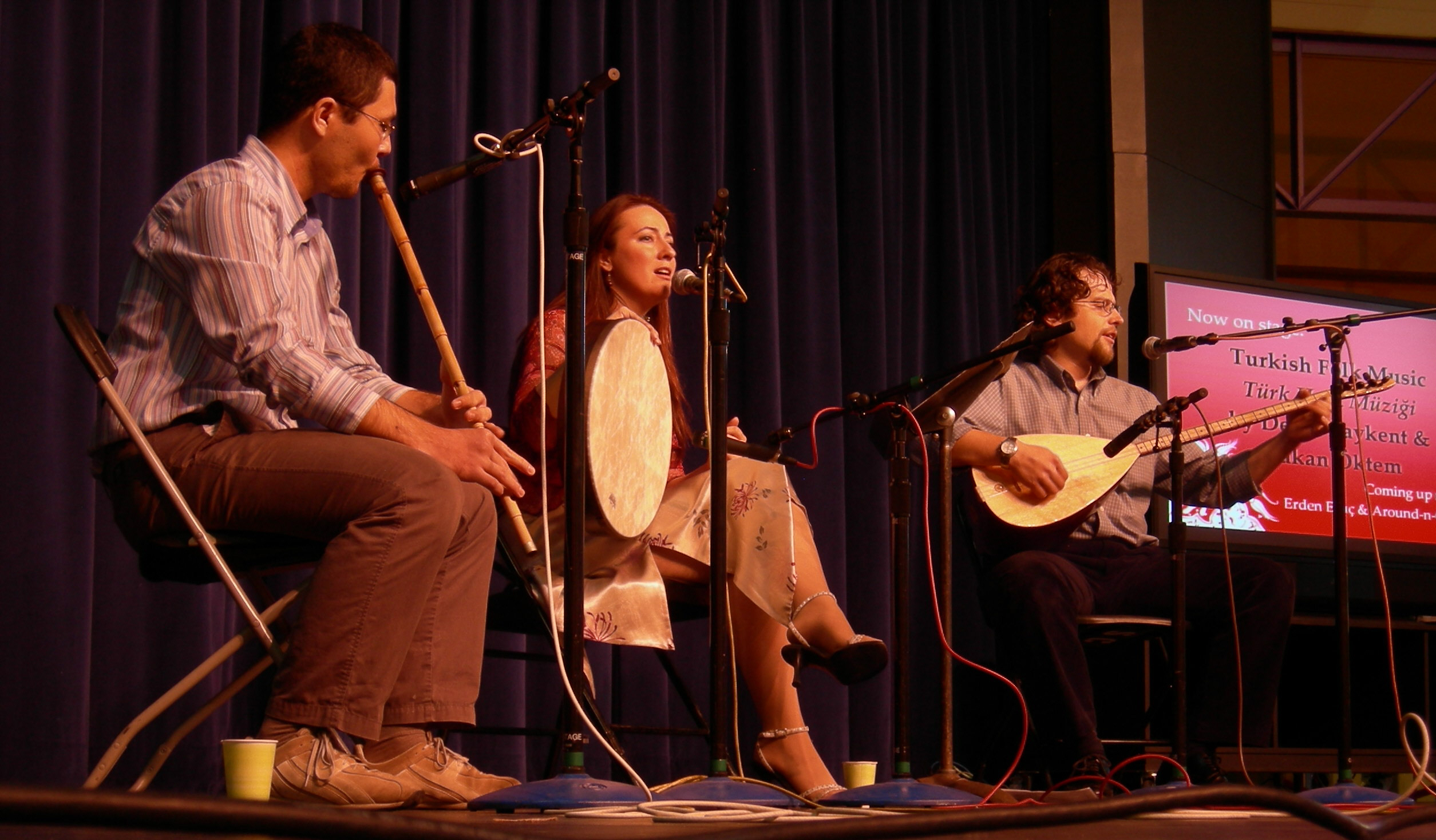

La música folclórica de Turquía (Türk Halk Müziği) ha combinado los distintos valores culturales de los pueblos que han vivido en Anatolia y los territorios del Imperio otomano
en Europa y Asia. 

## Variedades en estilo, escala y ritmo
- La música acompañada por letra puede ser clasificada bajo los siguientes títulos:

Türkü (canciones), Koşma (de forma libre sobre amor y naturaleza), 
Semai (canción en forma poética senai), Mani (forma tradicional quatrain), Destan (épica), Deyiş (recitado), Uzun Hava (melodía larga), Bozlak (forma rural), Ağıt (lamento), Hoyrat, Maya (campirana), Boğaz Havası (tonada de garganta), Teke Zorlatması, Ninni (de cuna), Tekerleme (narrativa juguetona), etc. 
Éstas son divididas en 3 formas libres o improvisaciones, ya sea con forma métrica o rítmica no obligatoria, conocidas como "Uzun Hava", o con una estructura fija métrica o rítmica conocidas como "Kırık Havalar" (melodías rotas). Ambos tipos de formas pueden ser empleadas al mismo tiempo.
- La música generalmente interpretada sin letra y las piezas de danza, se conocen con los nombres:

Halay, Bengi, Karşılama, Zeybek, Horon, Bar, etc. 
Algunas de las más populares danzas son:
- Horon (Hora) - En esta danza del Mar Negro los bailarines enlazan los brazos alas vibraciones del kemenche (instrumentos similar al violín).

- Kaşık Oyunu - En esta "danza de las cucharas" los bailarines repican con un par de cucharas de madera en cada mano.

- Kılıç Kalkan - En esta "danza de la espada y el escudo" de Bursa se baila al sonido de choques de espadas y escudis, sin música.

- Zeybek - En esta danza de las Islas Egeas, los baialrines simbolizan el heroísmo.

### Escalas
Aunque la música folclórica turca posee las mismas notas y escalas que la música clásica otomana, 
las melodías, conocidas como makam (similar al concepto medieval de modo) en el folclor turco, la música puede ser conocida en diferentes denominaciones dependiendo la región: Beşiri, Garip, Kerem, Misket, and Müstezad. 

### Tiempos
Una amplia variedad de marcas de tiempos son usadas en la música folclórica turca. En adición a los sencillos tiempos como 2/4, 4/4 y 3/4, otros tales como 5/8, 7/8, 9/8, 7/4, y 5/4 son comunes. Combinaciones de varios ritmos básicos usualmente resultan en más largos y complejos ritmos que se encuadran en marcas de tiempos tales como 8/8, 10/8 y 12/8.

## Instrumentos

### Instrumentos de cuerda
- cuerda pulsada: incluyen a los tipos de laúd como saz, bağlama y tar, y al tipo de salterio Qanún (algunas veces percutido).
- cuerda frotada: incluyen al kabak kemane y el kemenche.

### Instrumentos de viento
- doble lengüeta : el zurna y el Mey (Duduk).
- lengüeta simple: el clarinete sipsi y el doble çifte.
- flautas: el kaval, el ney y el çığırtma, de hueso de águila.
- gaitas: el tulum.

### Instrumentos de percusión
Incluyen el davul, el nağara, el tambor de marco tef y las cucharas kaşık.

## Usos de la música
Melodías de diferentes tipos y estilos han sido creados por la gente de varias esferas y estados de vida, alegres o tristes, desde el nacimiento hasta la muerte. Los trovadores turcos, acompañados con el saz, han jugado un papel importante en el desarrollo y difusión de la música folclórica de Turquía.

## Ejemplos

### Músicos folklóricos turcos
- Ali Ekber Çiçek
- Arif Sağ
- Cengiz Özkan
- Edip Akbayram
- Efkan Şeşen
- Emre Saltık
- Erdal Erzincan
- Erkan Oğur
- Erol Parlak
- Feyzullah Çınar
- Gülcan Kaya
- Hacı Taşan
- Hale Gür
- Hasret Gültekin
- Hüseyin Turan
- Hüseyin Yaltırık
- İhsan Öztürk
- İsmail Özden
- İzzet Altınmeşe
- Kubilay Dökmetaş
- Mazlum Çimen
- Mehmet Erenler
- Mehmet Özbek
- Melda Duygulu
- Meryem Şenocak
- Muharrem Temiz
- Musa Eroğlu
- Mustafa Özarslan
- Muzaffer Sarısözen